# Nelkenöl

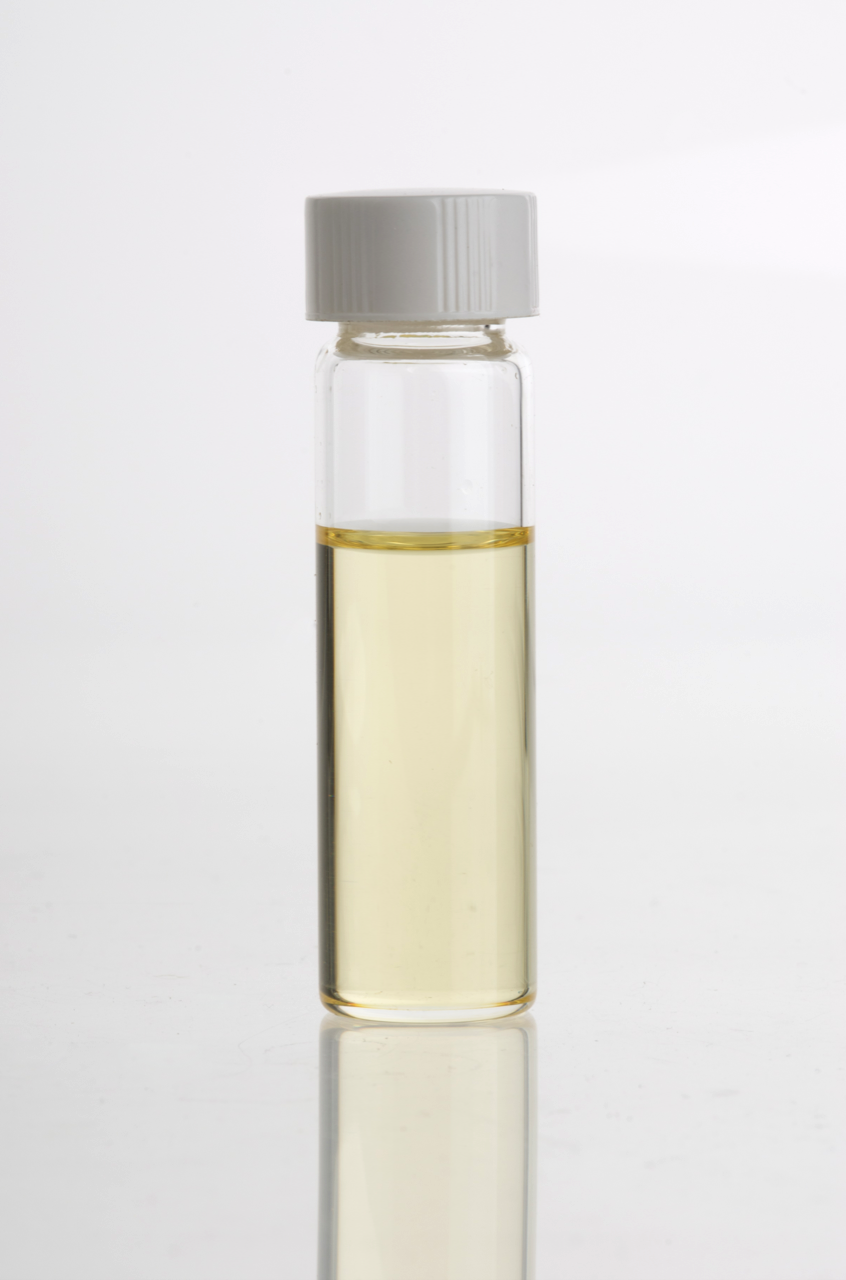
Nelkenöl (Syzygium aromaticum)

Nelkenöl ist ein ätherisches Öl pflanzlichen Ursprungs, welches aus den getrockneten Knospen, Blättern oder Stielen des Gewürznelkenbaums extrahiert wird. Oft werden hierfür die Knospen verwendet, wobei das ätherische Öl Nelken ihren charakteristischen Geruch verleiht.
Nelkenöl zeichnet sich durch einen für Nelken  charakteristischen, würzigen Geruch und einen brennenden Geschmack aus. Die Wirksamkeit des Öls bei Zahnschmerzen ist seit Jahrhunderten bekannt. Heutzutage wird es in unterschiedlichen Bereichen, wie der Pharmakologie, Parfüm-, Kosmetik- und Seifenindustrie verwendet. Darüber hinaus ist Nelkenöl als kulinarisches Gewürz und Aromatisierungsmittel weit verbreitet.

## Eigenschaft
Nelkenöl ist ein farbloses bis gelbliches Öl, welches nach einiger Zeit bräunlich erscheint. Die braune Farbe resultiert aus der Oxidation von Eugenol. Der Geruch des flüchtigen Öls ist würzig und für Nelkenprodukte charakteristisch, während der Geschmack als brennend beschrieben wird. Nelkenöl enthält selbst kein Fett, ist jedoch in Fetten und anderen organischen Lösungsmitteln löslich.

## Gewinnung
| Hauptkomponenten von Nelkenölen |
| ------------------------------- |
| Eugenol (75–95 %)               |
| Eugenolacetat (2–17 %)          |

Nelkenöl wird durch die Wasserdampfdestillation von getrockneten Knospen, Blättern oder Stielen des Gewürznelkenbaumes gewonnen.

## Inhaltsstoffe
Nelkenöl besteht aus verschiedenen Monoterpenen, Sesquiterpenen und aromatischen Verbindungen. Die Hauptbestandteile sind Eugenol (75–95 %) und Eugenolacetat (2–17 %). Das Öl enthält außerdem Caryophyllene (α- und β-Form) und Caryophyllenoxid, welches durch die Oxidation von β-Caryophyllen gebildet wird. Acetylsalicylsäure, Benzoesäuremethylester, Salicylsäuremethylester, Pinene, Vanillin und weitere Inhaltsstoffe sind ebenfalls enthalten und tragen zum charakteristischen Aroma bei. Je nachdem, welcher Teil des Gewürznelkenbaumes zur Extraktion verwendet wird, unterscheiden sich die Gehälter der einzelnen Inhaltsstoffe. Während die Knospen noch signifikante Anteile an Eugenolacetat aufweisen, ist dieser in den Blättern wesentlich geringer. In den aus Stängeln hergestellten Extrakten fehlt das Eugenolacetat vollkommen. Stattdessen enthalten diese Naphthalin.

## Verwendung

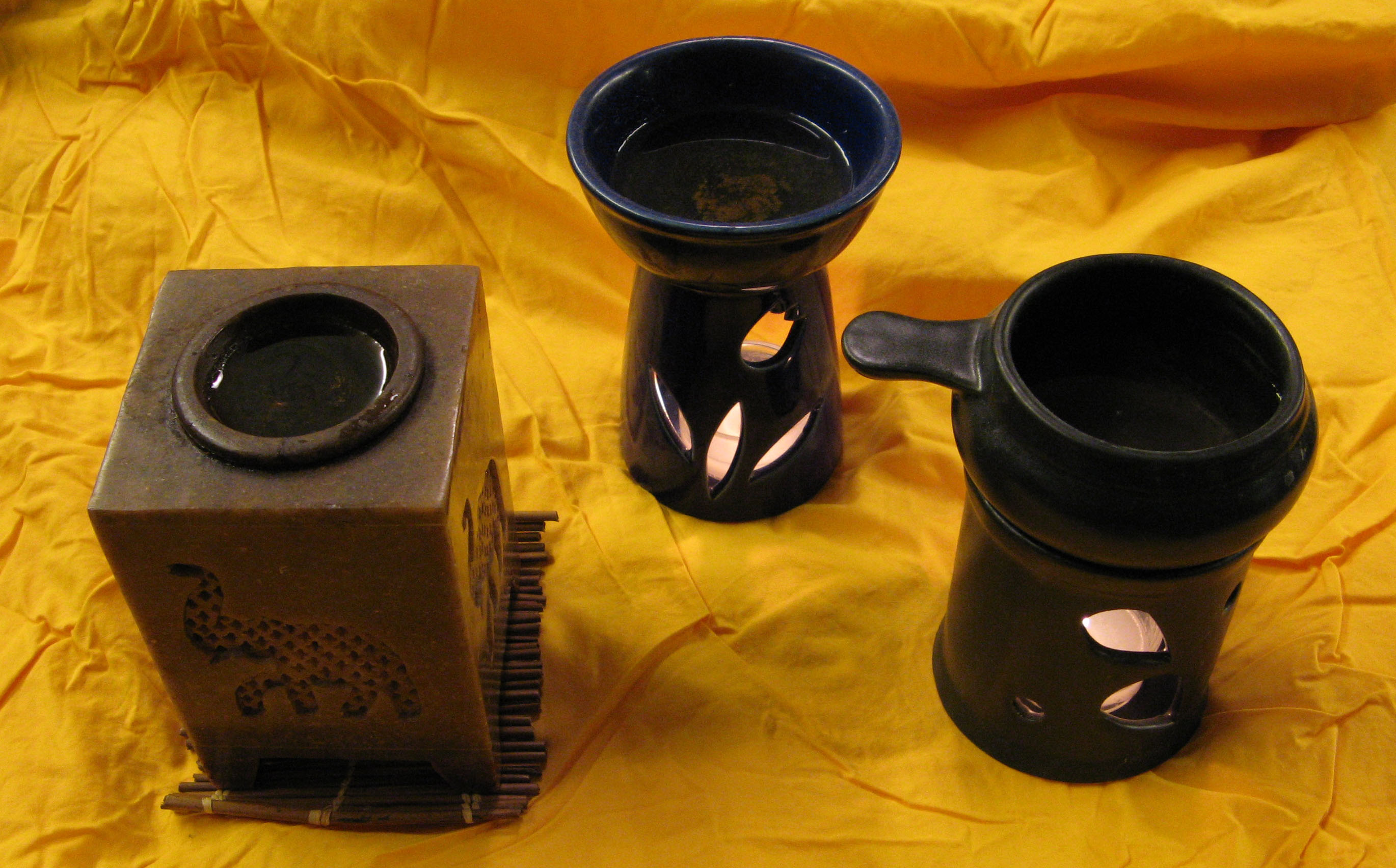
Verdampfung von ätherischen Ölen
(z. B. Nelkenöl) in Duftlampen

Sowohl Gewürznelken, als auch das aus diesen gewonnene Öl, wird seit Jahrhunderten als Gewürz und Aromatisierungsmittel verwendet. Die schmerzlindernde Wirkung von Nelkenöl im Mundraum ist seit dem Mittelalter bekannt. Im Haushalt wird hauptsächlich das aus den Knospen des Gewürznelkenbaumes hergestellte Extrakt verwendet, während die Lebens- und Genussmittelindustrie (z. B. Likör- und Tabakindustrie) gemahlene Produkte aus den Blättern und Stielen bevorzugen. Der Geruch wird häufig als angenehm empfunden, sodass es in der Parfüm-, Kosmetik- und Seifenindustrie verwendet wird. Darüber hinaus findet es in der Lebensmittel- und Gewürzindustrie unterschiedliche Anwendungen (z. B. Gewürz, Aromatisierungsmittel). Die lange Haltbarkeit ist ein weiterer Vorteil der Verwendung von Nelkenöl. Im Folgenden werden weitere Anwendungsfelder beschrieben.

### Zahnschmerzen
In der Medizin hat es unterschiedliche Anwendungen, z. B. als Magenmittel, Anästhetikum oder in der Zahnmedizin. Gerade aus zahnmedizinischer Sicht wird Nelkenöl als anästhetisch wirkendes Haushaltsmittel empfohlen, welches sich zur kurzfristigen Linderung von Zahnschmerzen eignet.

### Geburtseinleitung
Mit Nelkenöl getränkte Tampons können zur Einleitung einer Geburt verwendet werden, wobei es sich um eine alternative Methode handelt. Sie ist kostengünstig und wird als weniger eingreifend in den natürlichen Geburtsablauf empfunden. Ein weiterer Vorteil ist die geringe Dosierung, welche zum Erzielen der Wirkung eingesetzt werden muss. Das Nelkenöl wird außerdem nach der Behandlung schnell ausgeschieden. Zwar wurden einige, auch klinische, Studien zu diesem Themengebiet durchgeführt, der Sachverhalt muss jedoch weiter empirisch untersucht werden.

### Als Anästhetikum bei Fischen
Nelkenöl kann bei Labor- und Haushaltsfischen (z. B. Regenbogenforellen) eingesetzt werden. Dieser Anwendungsbereich wird kritisch diskutiert. Zum einen handelt es sich um ein Naturprodukt, die exakte Zusammensetzung der Inhaltsstoffe ist schwer bestimmbar und Nelkenöl als Anästhetikum in Bezug auf Fische damit schwer dosierbar. Zum anderen ist unklar, inwiefern der Geruchssinn der Tiere beeinträchtigt wird. Bisher wurde nicht untersucht, ob und wie lange die Riechrezeptoren derselben maskiert oder gar geschädigt werden. Außerdem wird vereinzelt darüber berichtet, dass sich bei Zuchttieren eine Betäubung mit Nelkenöl auf den Geschmack des Fisches auswirken kann.

## Wirkung
Die geringe Teilchengröße ermöglicht eine schnelle Resorption durch die Haut und Schleimhäute, sodass die Wirkstoffe schnell in den Blutkreislauf gelangen können. Für einige Wirkungen existieren Indizien, wobei diese bisher nicht immer durch klinische Studien bestätigt wurden. Einige Wirkmechanismen sind nicht abschließend aufgeklärt. Allerdings wurde früh erkannt, dass Prostaglandine an der Entstehung von Entzündungsreaktionen beteiligt sind. Die Biosynthese derselben wird durch phenolische Verbindungen, vor allem durch Eugenolacetat, gehemmt. Jüngste Untersuchungen bezüglich des Mechanismus der anästhesierenden Wirkung deuten auf eine Wechselwirkung zwischen β-Caryophyllen und dem Cannabinoid-Rezeptor 2 hin. Auf diese Weise kann die entzündungshemmende Wirkung von Nelkenöl erklärt werden. Nelkenöl kann außerdem krampflösend sowie als Insekten-Repellent, z. B. gegen Mücken, wirken. Im Folgenden werden einige weitere Wirkungen von Nelkenöl dargestellt:
- antibakteriell: vor allem durch Eugenol bedingt, wachstumshemmende Wirkung, an diversen pathogenen Bakterien nachgewiesen
- antioxidativ: z. B. durch das Abfangen von Radikalen oder Bildung von Metallkomplexen der Inhaltsstoffe
- entzündungshemmend: durch Hemmung der Biosynthese von Prostaglandin, besonders die Hemmung der Cyclooxygenase (COX)
- fungizid: durch phenolische Inhaltsstoffe begründet (Eugenol, Carvacrol)
- hemmend gegen den Herpes-simplex-Virus: durch Inhibierung der HSV-1-DNA-Polymeraseaktivität
- antitumoral: einige Berichte deuten darauf hin, dass die enthaltenen Caryophyllene vor karzinogenen Stoffen schützen könnten und dass Eugenol den Zerfall von Tumorzellen induzieren kann
(nicht durch klinische Studien belegt)
- vorbeugend gegen Magengeschwüre: durch massive Steigerung der Schleimproduktion (nicht durch klinische Studien belegt)
- vorbeugend gegen Osteoporose: durch Erhaltung der Knochensubstanz
- narkotisierend: bei hohen Dosen von Eugenol und Caryophyllen (200–400 mg/kg) erreichbar
- sedierend: bei geringen Dosen von Eugenol und Caryophyllen (1–100 mg/kg) durch die Hemmung der Nervenimpulsübertragung nach Reizung erreichbar
(Vorteile: geringe Konzentrationen notwendig, schnelle Ausscheidung)

## Toxikologie
Die Food and Drug Administration (FDA) stuft alle Arten von Nelkenöl (aus Knospen, Blättern und Stielen) sowie das als Hauptbestandteil enthaltene Eugenol als generell sicher ein, sie sind als Zusatzstoff in Lebensmitteln zugelassen. Allerdings kann Eugenol und damit Nelkenöl in hohen Dosen zu Leberschäden führen. Wenn es unverdünnt verwendet wird, kann es neurotoxisch und gewebereizend wirken. Der Wert der erlaubten Tagesdosis (ETD-Wert) beträgt 2,5 mg Eugenol/kg Körpergewicht.